# Resolució 514 del Consell de Seguretat de les Nacions Unides
La Resolució 514 del Consell de Seguretat de les Nacions Unides, fou aprovada per unanimitat el 12 de juliol de 1982, després de recordar la Resolució 479 (1980) i observant els esforços de mediació del Secretari General, l'Organització de la Conferència Islàmica i el Moviment dels Països No Alineats, el Consell expressa la seva profunda preocupació pel prolongat conflicte entre Iran i Iraq.
La resolució 514 va demanar un alto el foc entre ambdós països i una retirada de tots dos a la seva frontera internacionalment reconeguda. També va demanar al Secretari General Javier Pérez de Cuéllar que continués amb els esforços de mediació i que informés al Consell sobre els intents d'implementar la resolució en un termini de tres mesos.